# Real (residencia)

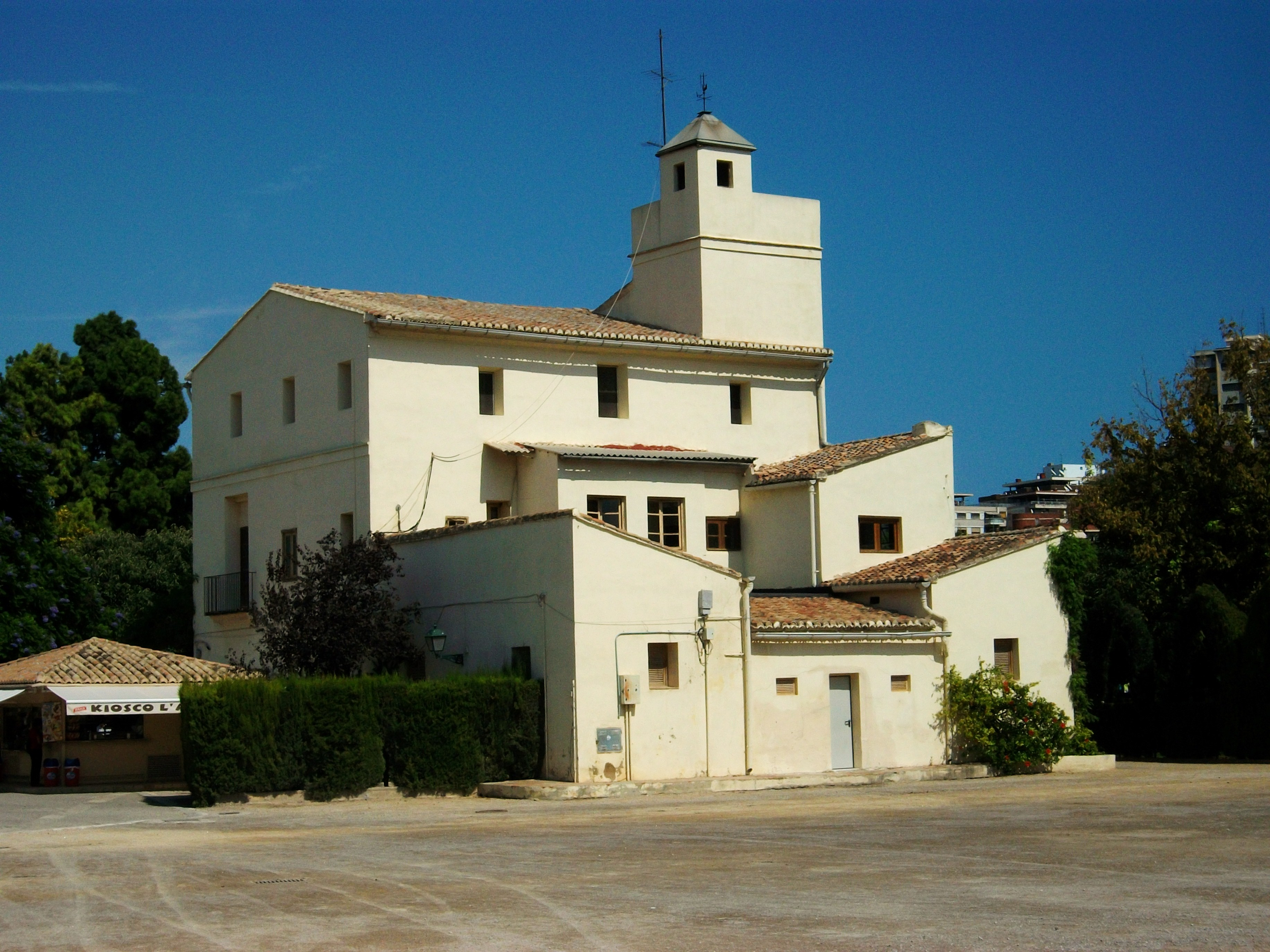
Edificios de la "Alqueria de Canet" en el interior de los Jardines del Real en la ciudad de Valencia.

Durante el tiempo del Sharq al-Ándalus un real (del árabe Riyad) era una especie de huerto o jardín, con algún tipo de edificación como residencia de recreo, que solían pertenecer a un miembros de la oligarquía urbana andalusí, situados alrededor de las ciudades o alquerías grandes.
En este sentido, también se empleaba en otras zonas de Al-Ándalus la palabra almunia. Un ejemplo sería el Palacio del Real de Valencia, aunque el término Real continúa dentro del catalán en arabismo, presente en muchos topónimos como el Secar de la Real en Palma de Mallorca, el Montroy y el Real de Gandía, o el mismo Pla del Real en Valencia. Es muy común confundir su etimología con un derivado de "real" o referente al rey, lo que se hace más explícita en el caso del Palacio del Real por ser este residencia real.